# Glasstec
Die Glasstec (früher auch GlasTEC, Akronym von Glass und Technology) ist die weltgrößte Messe für Glasherstellung und Glasbearbeitung. Seit dem Jahr 1970 findet die Veranstaltung alle zwei Jahre in Düsseldorf statt.

## Ausstellungsinhalte
Die Glasstec zeigt Produkte und Dienstleistungen aus den folgenden Kategorien: Glasherstellung, -bearbeitung und -veredelung sowie Rohstoffe, Werkzeuge, Maschinen, Messtechnik, Dienstleistungen aus diesem Bereich. Weiterhin werden Glaskunst und Solartechnik präsentiert.

## Sonderschau
Die Sonderschau glass technology live widmet sich neuen Technologien und Anwendungen des Werkstoffes Glas, insbesondere im Bereich der Architektur. In den vergangenen Jahren wurde die Ausstellung von Professor Stefan Behling vom Londoner Architekturbüro Foster + Partners und dem Institut für Baukonstruktion an der Universität Stuttgart konzipiert und gestaltet. Die Sonderschau wird begleitet von einem Fachsymposium und einem Architektenkongress.

## Kennzahlen der Veranstaltungen ab 2002
| Jahr | Ausstellungsfläche in m² (Netto) | Besucher | Aussteller mit eigenem Stand | Präsident             |
| ---- | -------------------------------- | -------- | ---------------------------- | --------------------- |
| 2002 | 64.196                           | 54.765   | 957                          | Martin Nagel          |
| 2004 | 65.798                           | 53.752   | 1.088                        | Paul Neeteson         |
| 2006 | 68.979                           | 54.567   | 1.190                        | Martin Nagel          |
| 2008 | 74.144                           | 55.073   | 1.271                        | Paul Neeteson         |
| 2010 | 69.129                           | 44.298   | 1.170                        | Martin Gregor Gutmann |
| 2012 | 67.728                           | 42.414   | 1.175                        | Udo Ungeheuer         |
| 2014 | 67.111                           | 42.701   | 1.217                        | Martin Gregor Gutmann |
| 2016 | 67.344                           | 40.105   | 1.237                        |                       |

Große Aussteller der Glasstec sind Bavelloni, Bohle, Bottero, Bystronic, Glaston, Glaverbel, Grenzebach-Gruppe, Hegla, Lisec, Rottler und Rüdiger und Partner, Saint-Gobain und Von Ardenne.

## Vergleichbare Messen
Ähnliche, aber weniger große Messen sind die GLASSEX (Birmingham), CHINA GLASS (Peking/Shanghai), All-in-Glass (Guangzhou), Glasstechnology India (Mumbai), Glass South America (Sao Paulo), Glass World Exhibition (Kairo), Mir Stekla (Moskau), CER-GLASS (Bukarest) und FORMEX (Stockholm).